# Галикио
Галикио (итал. Gallicchio) је насеље у Италији у округу Потенца, региону Базиликата.
Према процени из 2011. у насељу је живело 846 становника. Насеље се налази на надморској висини од 764 м.

## Становништво
| 1951. | 1961. | 1971. | 1981. | 1991. | 2001. | 2011. |
| ----- | ----- | ----- | ----- | ----- | ----- | ----- |
| 1.290 | 1.307 | 1.247 | 1.182 | 1.130 | 1.018 | 894   |